# Exeter St Thomas
Exeter St Thomas – węzłowa stacja kolejowa w mieście Exeter, w hrabstwie Devon na linii kolejowej Exeter - Plymouth o znaczeniu lokalnym. Stacja niewyposażona w sieć trakcyjną.

## Ruch pasażerski
Stacja Exeter St Thomas obsługuje 205 426 pasażerów rocznie (dane za okres od kwietnia 2021 do marca 2022). Posiada bezpośrednie połączenia z następującymi większymi miejscowościami:  Bristol. Londyn, Penzance, Plymouth, Torquay. 

## Obsługa pasażerów
Automaty biletowe, kasy, przystanek autobusowy, postój taksówek.